# Весёлая Фёдоровка
Весёлая Фёдоровка (укр. Весела Федорівка) — село,
Мировский сельский совет,
Томаковский район,
Днепропетровская область,
Украина.
Код КОАТУУ — 1225485502. Население по переписи 2001 года составляло 150 человек.

## Географическое положение
Село Весёлая Фёдоровка находится на правом берегу реки Томаковка,
выше по течению на расстоянии в 3 км расположено село Топила,
ниже по течению на расстоянии в 3 км расположен посёлок Маяк.
По селу протекает пересыхающий ручей с запрудой.